# Anton Dominikus Biber
Anton Dominikus Biber (* 29. Juli 1797 in Ellingen; † 6. April 1863 in Nürnberg) war ein deutscher Klavierbauer. Er ist Mitglied der deutschen Klavierbauerfamilie „Biber“.

## Leben und Werk
Anton Dominikus Biber lernte bei seinem Vater Andreas Clemens Biber das Handwerk des Klavierbauers. Später bildete er seinen Bruder Aloys Aegydius Biber zum Klavierbauer aus. Nach weiteren Ausbildungsjahren in Wien und München gründete er in Fürth eine eigene Klavierbauerwerkstatt. Diese verlegte er 1824 nach Nürnberg.
Bibers Instrumente fanden auf den Industrieausstellungen in München 1835 und 1840 große Anerkennung. Sie wurden teilweise nach Übersee, so beispielsweise nach New Orleans, exportiert.